# Cissus compressiflora
Cissus compressiflora är en vinväxtart som beskrevs av J. A. Lombardi. Cissus compressiflora ingår i släktet Cissus och familjen vinväxter. Inga underarter finns listade i Catalogue of Life.